# ديفيد كامبل (باحث قانوني)
ديفيد كامبل (بالإنجليزية: David Campbell)‏ هو عالم قانوني بريطاني، ولد في 27 أغسطس 1958.